# Peter Haanen
Peter Haanen (* 4. September 1936 in Solingen; † 24. November 2021 in Köln) war ein deutscher katholischer Priester, Publizist und Manager.
Peter (eigtl. Hans-Peter) Haanen war der Sohn des Solinger Fabrikanten und Publizisten Karl Theodor Haanen (1892–1965). Er studierte in Bonn Theologie, unter anderem bei Joseph Ratzinger, dem späteren Papst Benedikt XVI., der auch im Februar 1962, drei Tage nach Haanens Weihe zum Priester im Kölner Dom, bei der Primiz in der Kirche St. Mariä Empfängnis Kohlsberg in Solingen die Predigt hielt. Bekannt wurde er durch seine selbst vorgetragenen Beiträge in der Fernseh-Sendung Das Wort zum Sonntag.

## Priesterstationen und Tod
Seine erste Kaplanstelle hatte Peter Haanen von 1962 bis 1967 in der Pfarrei St. Joseph Velbert. Es folgten 6 Jahre als Kaplan in St. Mariä Geburt im Hürther Stadtteil Efferen. Am 26. März 1973 wurde er als Pfarrer in St. Pius in Köln-Zollstock eingeführt. Dort verbrachte er 38 Jahre und verabschiedete sich am 22. Februar 2012 mit der Feier seines goldenen Priesterjubiläums von der Gemeinde. Er war von 1987 bis 2002 auch Dechant des Dekanats Köln-Bayenthal. Nach seinem Übergang in den Ruhestand lebte Haanen in Köln-Lindenthal und wirkte dort bis zum Schluss als Subsidiar an der Pfarrei Sankt Stephan. Durch Heinz-Helmut Simon, den langjährigen Präsidenten der Großen Kölner Karnevalsgesellschaft und Mitglied der Studentenverbindung KStV Suevia im KV, entstanden in dieser Zeit Kontakte zu dieser KV-Korporation in Köln-Lindenthal, für die sich Haanen zunehmend engagierte. Die Suevia ernannte Haanen daher im Dezember 1980 zum Ehrenmitglied.
Haanen wurde von Kardinal Meisner zum Ehrendechanten ernannt. Schon vorher bekam er den päpstlichen Ehrentitel Monsignore verliehen.
Peter Haanen starb Ende November 2021 im Alter von 85 Jahren und wurde am 9. Dezember 2021 auf dem Kölner Südfriedhof beigesetzt.

## Publizist
Peter Haanen hat in 28 Jahren für die Kölnische Rundschau 500 Mal das Wort zum Sonntag in der Samstagsausgabe verfasst. Im deutschsprachigen Raum wurde er durch seine zahlreichen Beiträge zur Fernseh-Sendung „Das Wort zum Sonntag“ bekannt. Mehrfach verfasste und sprach er auch im WDR die Morgenandachten unter dem Titel Kirche in WDR. Im Domradio sprach er zudem mehrfach die Auslegung des Evangeliums.

## Wirtschaftliche Tätigkeiten
1981 übernahm er zusätzlich zu seinen seelsorgerischen Aufgaben den ehrenamtlichen Vorstandsvorsitz der Pax-Bank. Nach zwanzig Jahren wechselte er in den Aufsichtsrat und wurde kurze Zeit später Aufsichtsratsvorsitzender. Mit Erreichen der Altersgrenze gab er 2007 den Vorsitz im Aufsichtsrat an Norbert Feldhoff ab. Anschließend wurde er Ehrenmitglied des Aufsichtsrats.

## Tempo 30 Zonen
Über die Grenzen Kölns hinaus wurde Peter Haanen 1976 erstmals bekannt, weil er als einer der Initiatoren der Tempo-30-in-Wohngebieten-Kampagne landesweit in den Medien vertreten war.